# Federazione Italiana Tiro a Volo
La Federazione Italiana Tiro a Volo (FITAV) è la federazione sportiva italiana, riconosciuta dal CONI ed affiliata alla International Shooting Sport Federation (ISSF), che governa lo sport del tiro a volo.

## Storia
Nell'agosto 1926 Ettore Stacchini fonda la Federazione Italiana Tiro al Piccione d'Argilla (FITPA), l'anno successivo viene fondata la FITAV. La storia del tiro a volo è quindi ricca di successi: in quattordici edizioni dei Giochi olimpici il tiro a volo italiano ha conquistato nove medaglie d'oro, otto d'argento e otto di bronzo, nonché numerosissimi tra Campionati del Mondo, Coppe del Mondo e Campionati europei.
Dal 1993 il presidente federale è Luciano Rossi.

## Presidenti
| Presidente               | Dal  | Al        |
| Ettore Stacchini         | 1926 | 1938      |
| Roberto Tortima          | 1938 | 1944      |
| Claudio Malpeli          | 1944 | 1944*     |
| Pietro Jannetti          | 1945 | 1945*     |
| Angelo Colombo           | 1946 | 1950      |
| Roberto Tortima          | 1950 | 1954      |
| Antonio Le Pera          | 1954 | 1960      |
| Natalino Di Giannantonio | 1961 | 1968      |
| Giuseppe Pasquale        | 1969 | 1969*     |
| Stefano Castellani       | 1969 | 1969*     |
| Roberto Miracoli         | 1970 | 1980      |
| Giampiero Armani         | 1981 | 1993      |
| Luciano Rossi            | 1993 | in carica |

Con * in caso di Commissariamento

## Affiliazioni internazionali
- International Shooting Sport Federation (ISSF)